# Ciència de materials

Diferents disciplines de la ciència de materials

La ciència de materials és un camp multidisciplinari que estudia coneixements fonamentals sobre les propietats físiques macroscòpiques dels materials i els aplica en diverses àrees de la ciència i l'enginyeria, aconseguint que aquests puguin ser utilitzats en obres, màquines i eines diverses, o convertits en productes necessaris o requerits per la societat.
La ciència de materials investiga la relació entre l'estructura i les propietats dels materials. Inclou elements de la física aplicada i la química, així com les enginyeries química, mecànica, civil i elèctrica. En els últims anys també s'hi ha afegit la nanociència i la nanotecnologia, gràcies a les investigacions i als avenços tecnològics. D'altra banda, l'enginyeria de materials, es fonamenta en les relacions propietats-estructura i dissenya o projecta l'estructura d'un material per aconseguir un conjunt predeterminat de propietats. És a dir, que la ciència és descriptiva mentre que l'enginyeria inclou la ciència, però per a aplicacions al món. La tecnologia de materials és l'estudi i posada en pràctica de tècniques d'anàlisi, estudis físics i desenvolupament de materials. Així, l'estudi des del punt de vista de l'enginyeria inclou la viabilitat tècnica, econòmica i social, la tecnologia, la tècnica, la practicitat, el temps, l'eficiència, la rendibilitat financera i social, les alternatives, el medi ambient, l'ergonomia, la mercadotècnia, etc. Convé matisar aquesta diferència, donat que sovint es presta a confusió.
Tot i els espectaculars progressos en el coneixement i en el desenvolupament dels materials en els últims anys, el constant desafiament tecnològic requereix materials cada cop més sofisticats i especialitzats.

## Història
Històricament, el desenvolupament i l'evolució de les societats han estat íntimament vinculats a la capacitat dels seus membres per produir i conformar els materials necessaris per satisfer llurs necessitats. En efecte, les primeres civilitzacions es coneixen amb el nom del material característic que utilitzaven (Edat de Pedra, Edat de Bronze)
L'home primitiu només tingué accés a un nombre molt reduït de materials presents en la naturalesa: pedres, fustes, fang, cuir... Amb el transcurs del temps, va descobrir tècniques per produir materials amb noves propietats superiors a les dels naturals (principalment aliatges).
Fa relativament poc temps que els científics han arribat a comprendre la relació entre elements estructurals dels materials i llurs propietats. Aquest coneixement, adquirit en els últims 200 anys aproximadament, els ha capacitat per modificar o adaptar les característiques dels materials. Potser un dels científics més rellevants en aquest camp hagi estat Willard Gibbs al demostrar la relació entre les propietats d'un material i llur estructura.
S'han desenvolupat desenes de milers de materials diferents amb característiques molt especials per satisfer les necessitats de la nostra moderna i complexa societat, es tracta de metalls, plàstics, vidres i fibres.
Es pot afirmar que una de les grans revolucions d'aquesta ciència ha estat el descobriment de les diferents fases tèrmiques dels metalls, i en especial de l'acer.
Actualment els avenços electrònics més sofisticats es basen en components denominats materials semiconductors.

## Classificació

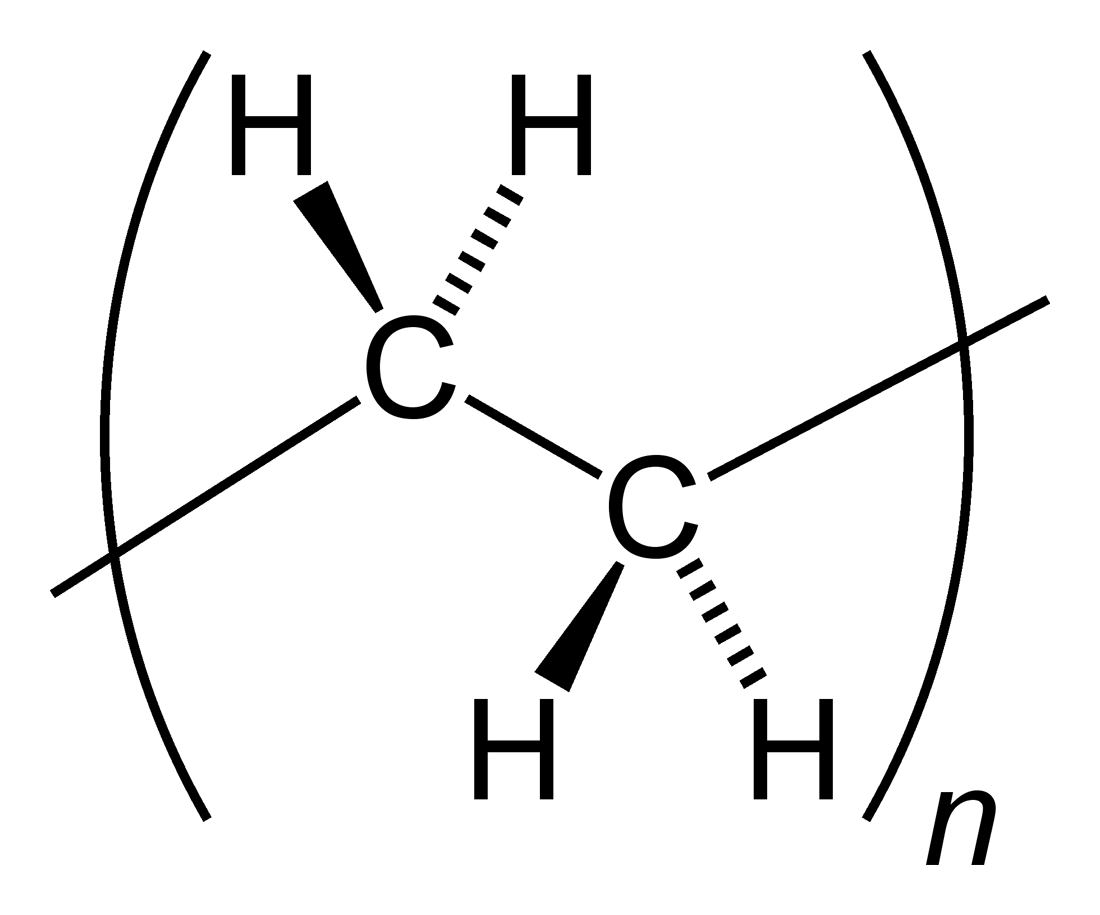
Exemple de l'estructura d'un polímer, concretament el polietilè

La ciència de materials classifica a tots els materials en funció de les seves propietats i la seva estructura atòmica. Són els següents:
- Metalls, alguns d'ells són semiconductors, tots són inorgànics.
- Ceràmics, de tipus inorgànic, n'hi ha de molt antics, però també s'utilitzen a la tecnologia més puntera.
- Polímers, materials de tipus orgànic, inclou, per exemple, els plàstics.
- Materials composts o composites, formats per diverses capes de diferents materials, i que s'usen per exemple a les quilles de les barques. Són els més nous.

Alguns autors fan classificacions més exhaustives, tot i que amb aquestes qualsevol element es pot classificar.

## Aplicacions i relació amb la indústria

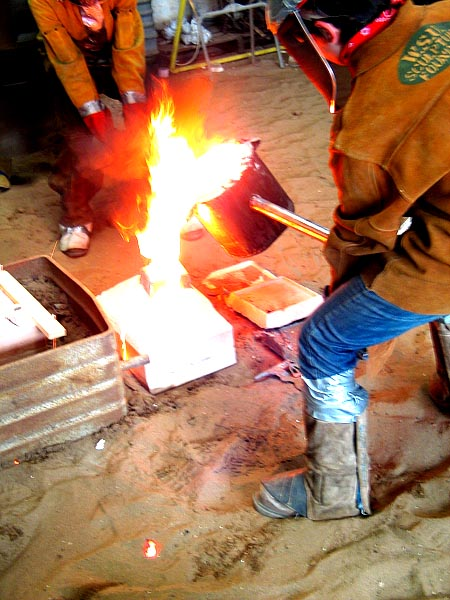
Una de les tècniques relacionades amb aquesta ciència és el fabricar lingots.

Els avenços radicals en els materials poden conduir a la cració de nous productes o noves indústries, però les indústries actuals també necessiten científics de materials per incrementar les millores i localitzar les possibles averíes dels materials que estan en ús. Les aplicacions industrials de la ciència de materials inclouen l'elecció del material, llur cost-benefici per obtenir el material, les tècniques de processat i les tècniques d'anàlisi.
A més de la caracterització del material, el científic o enginyer de materials (encara que hi hagi diferència, molts cops l'enginyer és científic i viceversa) també ha de tractar l'extracció i llur posterior conversió en materials útils. L'emmotllament de lingots, tècniques de fosa, extracció en alt forn, extracció electrolítica, etc., son part del coneixement requerit en un enginyer metal·lúrgic per exemple.
Deixant a banda els metalls, polímers i ceràmiques són també molt importants en aquesta ciència. Els polímers són un material primari usat per conformar o fabricar plàstics. Els plàstics són el producte final després que diversos polímers i additius hagin estat processats i conformats en la seva forma final. El PVC, polietilè, etc., són exemples de plàstics.
I pel que respecta a les ceràmiques, es pot citar l'argila, així com el seu modelat, assecament i cuita per obtenir un material refractari.

## Fonaments

El paradigma dels materials representat en forma de tetraedre.

Un material es defineix com una substància (en la majoria dels casos un sòlid, però es poden incloure altres fases condensades) que es destina a determinades aplicacions. Hi ha una miríada de materials al nostre voltant; es poden trobar a qualsevol cosa, des d'edificis i cotxes fins a naus espacials. Les principals classes de materials són metalls, semiconductors, ceràmiques i polímers. Entre els materials nous i avançats que s'estan desenvolupant es troben els nanomaterials, els biomaterials, i materials energètics per nomenar-ne alguns.
La base de la ciència dels materials és l'estudi de la interacció entre l'estructura dels materials, els mètodes de processament per fabricar aquest material i les propietats resultants del material. La complexa combinació d'aquests factors produeix el rendiment d'un material en una aplicació específica. El rendiment d'un material depèn de moltes característiques al llarg de moltes escales de longitud, des dels elements químics que el componen fins a la microestructura i les característiques macroscòpiques del processat. Juntament amb les lleis de la termodinàmica i la cinètica, els científics de materials pretenen comprendre i millorar els materials.

## Àmbits

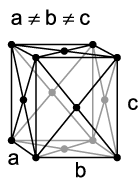
L'estructura cristal·lina és una part essencial en aquesta ciència. Aquesta per exemple pertany al sistema ortoròmbic.

La ciència de materials abasta molts temes, des de l'estructura atòmica, propietats dels diferents materials, processos i tractaments.
Aquest seria un resum a gran escala:
- Estructura atòmica i enllaços interatòmics
- Estructura de sòlids cristal·lins
- Imperfeccions en estructures cristal·lines
- Processos de difusió atòmica
- Propietats dels materials
- Dislocacions i mecanismes d'enduriment
- Trencament
- Diagrames de fases
- Transformacions de fases
- Tractaments tèrmics
- Aliatges

## Propietats dels materials

### Propietats mecàniques
- Duresa: és la resistència d'un cos en ser ratllat per altre. Oposat a dur, és tou.
- Resistència: es referix a la propietat que presenten els materials per a suportar les diverses forces.
- Plasticitat: es referix a la propietat que presenten els materials de deformar-se permanentment i irreversiblement.
- Ductilitat: es referix a la propietat que presenten els materials de deformar-se sense trencar-se, de manera que s'obtenen fils.
- Mal·leabilitat: es referix a la propietat que presenten els materials de deformar-se sense trencar-se, de manera que s'obtenen làmines.
- Rigidesa: es referix a la propietat que presenten els materials de no deformar-se quan s'hi aplica una força.
- Elasticitat: es referix a la propietat que presenten els materials de tornar al seu estat inicial quan s'hi aplica una força.

### Propietats òptiques
Els materials poden ser:
- Opacs: no deixen passar la llum.
- Transparents: deixen passar la llum.
- Translúcids: deixen passar part de la llum.

### Propietats acústiques
Materials transmissors o aïllants.

### Propietats elèctriques
Materials conductors o dielèctrics

### Propietats tèrmiques
Materials conductors o aïllants tèrmics

### Propietats magnètiques
Materials magnètics. En física es denomina permeabilitat magnètica a la capacitat d'una substància o medi per a atraure i fer passar a través de si els camps magnètics, la qual està donada per la relació entre la intensitat de camp magnètic existent i la inducció magnètica que apareix en l'interior del dit material.

## Investigació
La ciència dels materials és una àrea de recerca molt activa. Juntament amb els departaments de ciència de materials, física, química i molts departaments d'enginyeria estan involucrats en la investigació de materials. La investigació de materials cobreix una àmplia gamma de temes; la llista no exhaustiva següent destaca algunes àrees de recerca importants.

### Nanomaterials

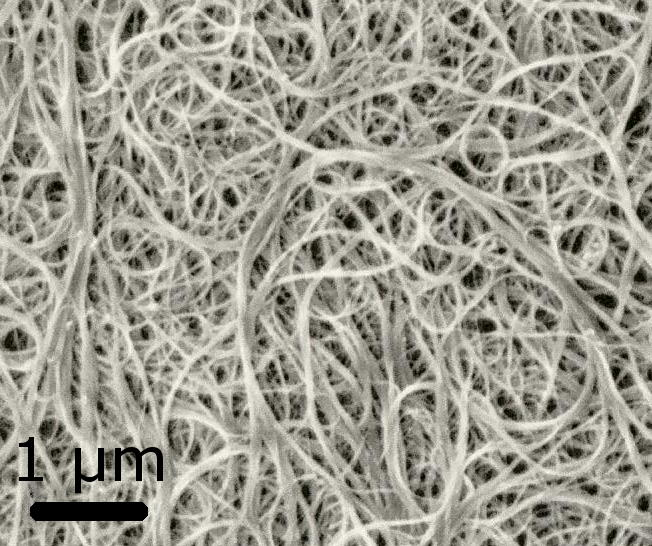
Una imatge de microscòpia electrònica d'escombrada de feixos de nanotubs de carboni.

Els nanomaterials descriuen, en principi, materials dels quals una sola unitat té una mida (en almenys una dimensió) entre 1 i 1000 nanòmetres (10−9 metre), però normalment és d'1-100 nm. La investigació de nanomaterials adopta un enfocament basat en la ciència dels materials per a la nanotecnologia, utilitzant avenços en la metrologia i la síntesi de materials, que s'han desenvolupat en suport de la investigació de la microfabricació. Els materials amb estructura a nanoescala sovint tenen propietats òptiques, electròniques o mecàniques úniques. El camp dels nanomaterials està vagament organitzat, com el camp tradicional de la química, en nanomaterials orgànics (basats en carboni), com els fullerens, i nanomaterials inorgànics basats en altres elements, com el silici. Exemples de nanomaterials inclouen fullerens, nanotubs de carboni, nanocristalls, etc.

### Biomaterials

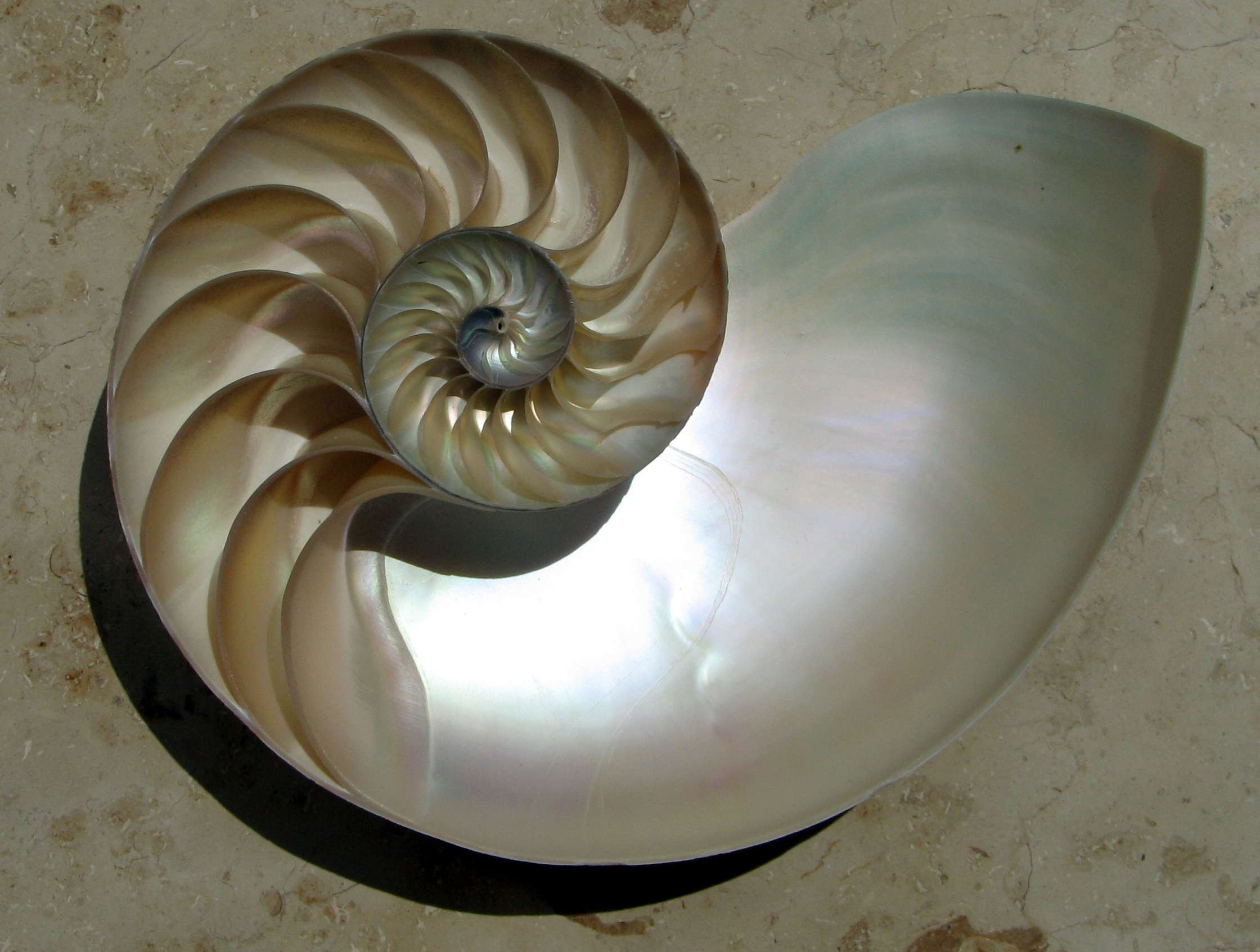
L'iridiscent nacre dins d'una petxina de nautilus.

Un biomaterial és qualsevol matèria, superfície o construcció que interactua amb els sistemes biològics. L'estudi dels biomaterials s'anomena “ciència dels biomaterials”. Ha experimentat un creixement constant i fort al llarg de la història, amb moltes empreses invertint grans quantitats de diners en el desenvolupament de nous productes. La ciència dels biomaterials abasta elements de medicina, biologia, química, enginyeria de teixits i ciència dels materials.
Els biomaterials poden derivar-se de la naturalesa o sintetitzar-se en un laboratori usant una varietat d'enfocaments químics usant components metàl·lics, polímers, bioceràmiques o materials compostos. Sovint estan destinats o adaptats per a aplicacions mèdiques, com ara dispositius biomèdics que realitzen, augmenten o reemplacen una funció natural. Aquestes funcions poden ser benignes, com ser usades per a una vàlvula cardíaca, o poden ser bioactiva amb una funcionalitat més interactiva com a implants de hidroxiapatita en recoberts de maluc. Els biomaterials també es fan servir cada dia en aplicacions dentals, cirurgia i administració de fàrmacs. Per exemple, es pot col·locar al cos una construcció amb productes farmacèutics impregnats, cosa que permet l'alliberament prolongat d'un fàrmac durant un període prolongat de temps. Un biomaterial també pot ser un autoempelt, aloempelt o xenoempelt utilitzat com a material de trasplantament d'òrgans.

### Electrònica, òptica i magnètica

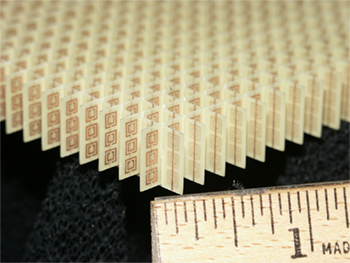
Metamaterial d'índex negatiu.

Els semiconductors, els metalls i les ceràmiques s'utilitzen avui dia per formar sistemes molt complexos, com ara circuits electrònics integrats, dispositius optoelectrònics i mitjans d'emmagatzematge massiu magnètics i òptics. Aquests materials formen la base del nostre món informàtic modern i, per tant, la investigació d'aquests materials és de vital importància.
Els semiconductors són un exemple tradicional d'aquest tipus de materials. Són materials que tenen propietats intermèdies entre conductors i aïllants. Les seves conductivitats elèctriques són molt sensibles a la concentració d'impureses, cosa que permet l'ús de dopatge per aconseguir propietats electròniques desitjables. Per tant, els semiconductors formen la base de la computació tradicional.
Aquest camp també inclou noves àrees de recerca com a materials superconductors, espintrònica, metamaterials, etc. L'estudi d'aquests materials implica el coneixement de la ciència dels materials i la física de l'estat sòlid o física de la matèria condensada.

### Ciència computacional dels materials
Amb els continus augments del poder de còmput, s'ha tornat possible simular el comportament dels materials. Això permet als científics de materials comprendre el comportament i els mecanismes, dissenyar nous materials i explicar propietats que abans no s'entenien bé. Els esforços al voltant de l'enginyeria computacional integrada de materials ara se centren en combinar mètodes computacionals amb experiments per reduir dràsticament el temps i l'esforç per optimitzar les propietats dels materials per a una aplicació determinada. Això implica simular materials en totes les escales de longitud, utilitzant mètodes com la teoria funcional de la densitat, dinàmica molecular, Monte Carlo, dinàmica de dislocacions, camp de fase, element finit i molts més.